# Vírus de boot
Vírus de Boot foi um dos primeiros tipos de vírus a surgir no mundo. Os vírus de boot surgiram nos disquetes de 360KB de formato 5"1/4, em 1978, onde eles se alojavam no setor de boot dos disquetes.

## Comportamento
A máquina era infectada quando o usuário inicializava o sistema pelo disquete, onde o vírus era carregado na memória e era executado.
O processo funciona de maneira simples. O disquete é inserido na máquina e ao ligar o PC a BIOS o identifica, então carrega seu primeiro setor no endereço de memória 0000:7C00 e executa.
O vírus então altera o setor de boot de todos os discos inseridos na máquina, assim se iniciando antes mesmo do sistema operacional ser carregado.
Um vírus de boot tem um tamanho máximo de 512 Bytes, que seria o tamanho de um setor de um disco.

## Vírus de Boot conhecidos
- Vírus Ping-Pong
- Vírus Stoned
- Jerusalem (Versão Boot)